# K-1 WORLD MAX 2008 World Championship Tournament FINAL
K-1 WORLD MAX 2008 World Championship Tournament FINALは、K-1 WORLD MAXの大会の一つ。2008年10月1日、日本武道館で開催された。

## 大会概要
トーナメント決勝が行われ、魔裟斗がアルトゥール・キシェンコに判定勝ちし、5年ぶりの優勝を果たした。
今回からロングスパッツ着用が禁止された他、オープンスコアリングシステムが試験導入された。
大会終了後の記者会見で魔裟斗が勝利した準決勝第3Rの採点に関して、「K-1ルールブックによると、必ず優勢の選手に10ポイントをつけるということが記されているが、魔裟斗vs佐藤嘉洋戦のジャッジで9-8がついている。これはどういう判断か？」という質問が出された。それに対して競技統括プロデューサーの角田信朗は「その表記に関しては、指摘があって変更するというのも恐縮ですが、必ず優勢の選手10にするということは、すぐに訂正したいと思います」と、事実上その場でのルール変更を行っている。またこの変更について角田は「優勢の選手が常に10というのは、相手にどれだけダメージを与えたのかがわかりづらい」と付け加えた。
オープニングファイトで行われたK-1甲子園では、HIROYA、日下部竜也、嶋田翔太、卜部功也がベスト4に進出し、決勝トーナメントが行われる大晦日興行出場を決めた。

## 試合結果

### オープニングファイト
オープニングファイト第1試合（K-1ルール・3分3R延長1R）
○  ニキー"ザ・ナチュラル"ホルツケン vs.  ヴァージル・カラコダ ×
1R 1:42 KO（3ノックダウン）
オープニングファイト第2試合 K-1甲子園FINAL8（K-1甲子園ルール・3分3R）
○  卜部功也 vs.  坪井悠介 ×
3R 0:54 TKO（タオル投入）
※卜部がK-1甲子園準決勝進出
オープニングファイト第3試合 K-1甲子園FINAL8（K-1甲子園ルール・3分3R）
○  嶋田翔太 vs.  村越凌 ×
3R終了 判定3-0（30-26、30-26、30-26）
※嶋田がK-1甲子園準決勝進出
オープニングファイト第4試合 K-1甲子園FINAL8（K-1甲子園ルール・3分3R）
○  日下部竜也 vs.  佐々木大蔵 ×
1R 2:43 KO（左ハイキック）
※日下部がK-1甲子園準決勝進出
オープニングファイト第5試合 K-1甲子園FINAL8（K-1甲子園ルール・3分3R）
○  HIROYA vs.  平塚大士 ×
1R 0:24 KO（2ノックダウン：左フック）
※HIROYAがK-1甲子園準決勝進出

### メインカード
第1試合 スーパーファイト（K-1ルール・3分3R）
○  ユーリ・メス vs.  小比類巻太信 ×
3R 2:59 KO（左フック）
第2試合 K-1 WORLD MAX 2008 World Championship Tournament 第1リザーブファイト（K-1ルール・3分3R延長1R）
○  アルバート・クラウス vs.  城戸康裕 ×
2R 0:48 TKO（ドクターストップ：眉間カット）
※クラウスがリザーブ権獲得
第3試合 K-1 WORLD MAX 2008 World Championship Tournament 準決勝（K-1ルール・3分3R延長1R）
○  魔裟斗 vs.  佐藤嘉洋 ×
延長R終了 判定3-0（10-9、10-9、10-9）
※3R終了時 判定0-1（28-29、28-28、28-28）
※魔裟斗がトーナメント決勝進出
第4試合 K-1 WORLD MAX 2008 World Championship Tournament 準決勝（K-1ルール・3分3R延長1R）
○  アルトゥール・キシェンコ vs.  アンディ・サワー ×
延長R終了 判定3-0（10-9、10-9、10-9）
※3R終了時 判定0-0（30-30、30-30、30-30）
※キシェンコがトーナメント決勝進出
第5試合 K-1 WORLD MAX 2008 World Championship Tournament 第2リザーブファイト（K-1ルール・3分3R延長1R）
○  ブアカーオ・ポー.プラムック vs.  ブラックマンバ ×
1R 2:18 KO（右フック）
※ブアカーオがリザーブ権獲得
第6試合 K-1ライト級（K-1ルール・3分3R延長1R）
○  大月晴明 vs.  梶原龍児 ×
3R終了 判定3-0（30-28、29-28、30-29）
第7試合 セミファイナル ISKAオリエンタル世界ライト級王座決定戦（K-1ルール・3分3R延長2R）
○  上松大輔 vs.  大宮司進 ×
1R 0:29 KO（左膝蹴り）
※上松がISKA王座獲得
第8試合 メインイベント K-1 WORLD MAX 2008 World Championship Tournament 決勝（K-1ルール・3分3R延長2R）
○  魔裟斗 vs.  アルトゥール・キシェンコ ×
延長R終了 判定3-0（10-9、10-9、10-9）
※3R終了時 判定1-0（28-27、28-28、28-28）
※魔裟斗がトーナメント優勝

### トーナメント表
|  | 準決勝                   | 準決勝 |  |                          | 決勝 | 決勝 |
|  |                          |        |  |                          |      |      |
|  |                          |        |  |                          |      |      |
|  | 魔裟斗                   | 判定   |  |                          |      |      |
|  | 佐藤嘉洋                 |        |  | 魔裟斗                   | 判定 |      |
|  |                          |        |  | アルトゥール・キシェンコ |      |      |
|  | アンディ・サワー         |        |  |                          |      |      |
|  | アルトゥール・キシェンコ | 判定   |  |                          |      |      |